# Schlacht von Cepeda (1820)
Die Schlacht von Cepeda von 1820 fand am 1. Februar 1820 in Cañada de Cepeda, Santa Fe, Argentinien statt.
Die Schlacht war die erste größere zwischen den Unitariern und den Föderalisten als Gegnern. Die Provinzen Santa Fe und Entre Ríos, die zur Liga Federal (Liga der Föderalisten) gehörten, schlossen sich zusammen, um die zentralistisch ausgerichtete Verfassung von 1819 abzuschaffen und damit auch die Regierung der Vereinigten Provinzen des Río de la Plata, der der Director Supremo de las Provincias Unidas del Río de la Plata vorstand. Zum Zeitpunkt der Schlacht hatte José Rondeau das Amt des Direktors inne. Beide Provinzführer, Estanislao López und Francisco Ramírez, waren Verbündete von José Gervasio Artigas aus der Provincia Oriental (heute Uruguay), wobei er selbst als Gründer der Liga Federal nicht teilnehmen konnte, sondern ab 1815 mit der brasilianischen Besetzung zu kämpfen hatte. 
Der überwältigende Sieg der Föderalisten führte zum Ende der Zentralgewalt, etabliert mit der Verfassung von 1819 in Form des „Obersten Direktorats“, und legte mit dem Vertrag von Pilar den Grundstein für eine neue föderale Organisation Argentiniens.

## Konsequenzen
Einige Zugeständnisse, die der Provinz Buenos Aires gemacht wurden, waren nicht tragbar für Artigas, der sich selber als Schützer der Liga Federal sah und López und Ramírez aufforderte, diese Passagen zu ändern. Beide stellten sich jedoch gegen ihren einstigen Verbündeten. Ramírez besiegte in einer Schlacht die Leute Artigas’, worauf dieser nach Paraguay ins Exil ging. 
Ramírez ergriff daraufhin die Chance, zum hegemonischen Führer zu werden, und rief am 29. September 1820 die Republik von Entre Ríos aus. Das Experiment überdauerte jedoch nicht den Tod von Ramírez. Am 10. Juli 1821 wurde er von Soldaten seines früheren Partners Estanislao López ermordet, der dieses Mal an der Seite der Provinzen Buenos Aires und Corrientes kämpfte.